# Undinella brevipes
Undinella brevipes är en kräftdjursart som beskrevs av Farran 1908. Undinella brevipes ingår i släktet Undinella och familjen Tharybidae. Inga underarter finns listade i Catalogue of Life.